# مسعود أوزغور
مسعود أوزغور (بالتركية: Mesut Özgür)‏ هو لاعب كرة قدم تركي في مركز الدفاع، ولد في 1990 في مدينة بورصة في تركيا. لعب مع بورصة سبور وفتحية سبور.